# 御神幸武器行列
御神幸武器行列（ごしんこうぶきぎょうれつ）とは、岡山県新見市新見で毎年10月15日に行われる船川八幡宮秋季大祭で行われる行事。「土下座まつり」と呼ばれることもある。

## 概要
- 日時：毎年10月15日
  - 午後1時30分行列出発
- 主催：御神幸武器行列保存会
- 行列の経路[2]：
  - 往路：鳥居前→八幡通り→下町→中町→本町→戎町→新町→明治町→御旅所
  - 復路：御旅所→お茶屋町→明治町→新町→袋町（現有楽町）→戎町→本町→松原通り→本丁→風木→中之町→還御
- 1974年（昭和49年）9月9日：新見市指定重要無形民俗文化財 指定[1]

## 構成
御神幸武器行列は3部で構成されている

### 武器行列
- 御神幸（神輿）の先達として武器行列がおこなわれる。
- 行列52名、郷士監察12名、総員64名で構成される。郷士の子孫が代々つとめる。

武器行列順序
- 御先払い（おんさきばらい）4名　横2列縦2列
  - 「下ーん下ーん」と下知の声をする。
- 御旗持夫（おんはたもちふ）4名　横2列縦2列
- 御旗宰領（おんはたさいりょう）2名横2列
- 御白熊（おんはぐま）4名　横2列縦2列
- 御具足宰領（おんぐそくさいりょう） 2名 横2列
- 御具足夫持夫（おんぐそくもちふ）2名　縦2列
- 御長刀宰領（おんなぎなたさいりょう）2名　横2列
- 御長刀（おんなぎなた）1名
- 御馬印（おんうまじるし）1名
- 御馬宰領（おんうまさいりょう）2名
- 御馬（おんうま）馬1頭
- 御馬口付（おんうまくちつき）2名
- 御靴篭（おんくつかご）1名
- 御鉄砲小頭（おんてっぽうこがしら）1名
- 御鉄砲（おんてっぽう）5名　縦5列
- 御恕俵（おんやづつ）1名
- 御弓小頭（おんゆみこがしら）1名
- 御弓（おんゆみ）5名　縦5列
- 御長柄小頭（おんながえこがしら）1名
- 御長柄（おんながえ）5名　縦5列
- 御対道具（おついどうぐ）4名　横2列縦2列
- 御輿宰領（おんこしさいりょう）2名　横2列

- 郷士監察（ごうしかんさつ）が行列の左右に6名ずつ並ぶ

### 御神幸
武器行列の後、神輿が担がれる

### 余興（子供大名行列他）
余興として現在は、子ども神輿、子ども大名行列、新見公立大学の学生によるお囃子の行列がおこなわれる

## アクセス
- JR 新見駅 徒歩20分